# Бур, Генрих
Генрих Бур (27 сентября 1921 — 1 декабря 2013) — военный преступник, член ваффен-СС. Входил в список самых разыскиваемых нацистских преступников, составленный центром Симона Визенталя.

## Ранние годы
Бур родился в городе Эшвайлер, расположенном на территории Германии. Его отец был голландцем, а мать немкой. Когда Буру было в два года, его родители переехали в голландский город Маастрихт. В сентябре 1940 года, вскоре после того, как Голландия была оккупирована Третьим Рейхом, Бур добровольно вступил в ваффен-СС. В июне 1941 он был отправлен на Восточный фронт, там Бур принимал участие в боевых действиях против СССР. В декабре 1942 года Бур заболел пиелонефритом, и был отозван с фронта обратно в Маастрихт.

## Военные преступления
В 1943 году Бур вступил в отряд «Sonderkommando Feldmeijer». Всего в отряде было 15 человек, он был сформирован на добровольной основе. Задачей отряда были карательные операции против членов Голландского сопротивления и анти-немецки настроенных жителей Нидерландов.
В период службы в карательном отряде, Бур принимал участие в карательной операции «Silbertanne», в ходе которой было убито минимум 54 человека,  Бур признал вину в совершении убийства трех из них.

## Послевоенные годы
После войны Бур был арестован[кем?] и 2 года провёл в лагере для военнопленных. Там во время допроса он признал своё участие в трёх убийствах. Выйдя из лагеря, Бур, опасаясь, что его могут осудить и приговорить к длительному тюремному сроку, бежал в ФРГ. В 1949 году голландский суд заочно приговорил Бура к смертной казни за три убийства, оказание помощи врагу и службу во вражеской армии. По законам Голландии, действовавшим в то время, лица, осуждённые за службу во вражеской армии, автоматически лишались гражданства Нидерландов. Бур, сбежав в ФРГ, получил гражданство Германии в соответствии с «Führererlass» — законом, принятым при Гитлере, согласно которому всем членам СС автоматически присваивалось гражданство Германии. В 1950—1960-х годах этот закон всё ещё действовал, позднее действие этого закона было отменено под давлением Евросоюза. ФРГ отказалась выдать Бура Нидерландам, в Западной Германии Бур ни разу не привлекался к суду за военные преступления.
Нидерланды повторно потребовали выдать Бура, но в 1983 году суд ФРГ отказал в его экстрадиции, так на тот момент Бур считался её гражданином, а ФРГ в то время не выдавала своих граждан. В 2007 году суд Аахена постановил, что Бур может отбыть наказание в Германии, но суд Кёльна, в котором рассматривалась апелляция, отменил его решение, сославшись на то, что решение голландского суда, который в 1949 году признал Бура виновным, недействительно, так как на нём не была представлена защита Бура.
8 января 2009 год суд Аахена постановил, что Бура нельзя привлекать к суду, вследствие его состояния здоровья.
7 июля 2009 года Высший земельный суд Кёльна, как суд более высокой инстанции, отменил решение Аахенского суда. Суд над Буром начался 28 октября 2009 года в Аахене.
В 2009 году Бур жил в своём доме в Эшвайлере. В период судебного процесса над ним, он не арестовывался. В интервью журналу «Der Spiegel» Бур заявил: «Меня не интересует, что там произошло». 23 марта 2010 года суд Аахена приговорил Бура к пожизненному заключению.
После отклонения поданной Буром апелляции, Бур был помещён в тюрьму. Это произошло 16 декабря 2011 года. На тот момент Буру было 90 лет. 1 декабря 2013 года Бур умер в тюрьме города Фрёнденберг-на-Руре.